# Gharesia polunini
Gharesia polunini är en insektsart som beskrevs av Stroyan 1963. Gharesia polunini ingår i släktet Gharesia och familjen långrörsbladlöss. Inga underarter finns listade i Catalogue of Life.